# Andreas Maier
Andreas Maier (Bad Nauheim, 1º settembre 1967) è uno scrittore tedesco.

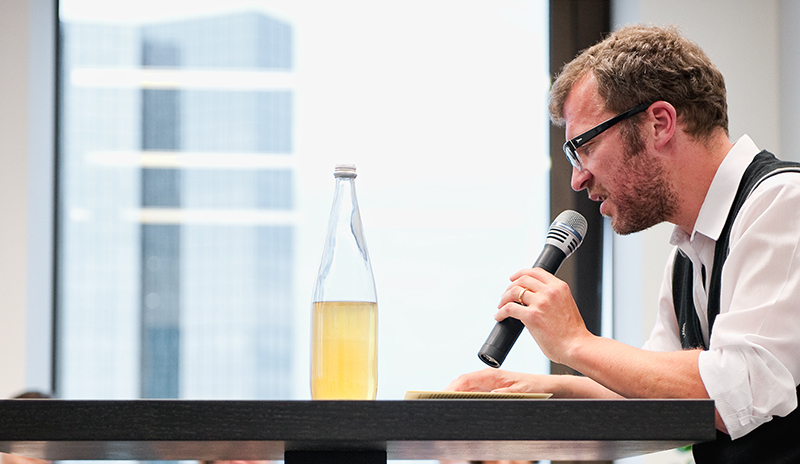
Andreas Maier (2010)

Ha studiato a Francoforte sul Meno dove si è laureato discutendo una tesi sulle opere in prosa di Thomas Bernhard, lavoro pubblicato nel 2004 in Germania con il medesimo titolo Die Verführung – Die Prosa Thomas Bernhards (La Seduzione – sulla prosa di Thomas Bernhard) dalla casa editrice Wallstein.
Nell'anno 2000, in occasione del Concorso letterario Ingeborg Bachmann, è stato insignito del Premio Ernst Willner (Ernst-Willner-Preis). Ma il 2000 è anche l'anno ufficiale di debutto con il romanzo Wäldchestag, che ha portato la critica a discutere del valore artistico dell'autore, segnalato immediatamente come epigono dei celebri Thomas Bernhard, Eckhard Henscheid o Arnold Stadler.
Maier ha fato seguire a Wäldchestag i romanzi Klausen (2002) e Kirillow (2005), beneficiando di numerosi riconoscimenti e borse di studio da parte di fondazioni e accademie, tra cui l'Accademia Tedesca Villa Massimo di Roma dove risiede nell'anno in corso.